# Paddle (Eingabegerät)

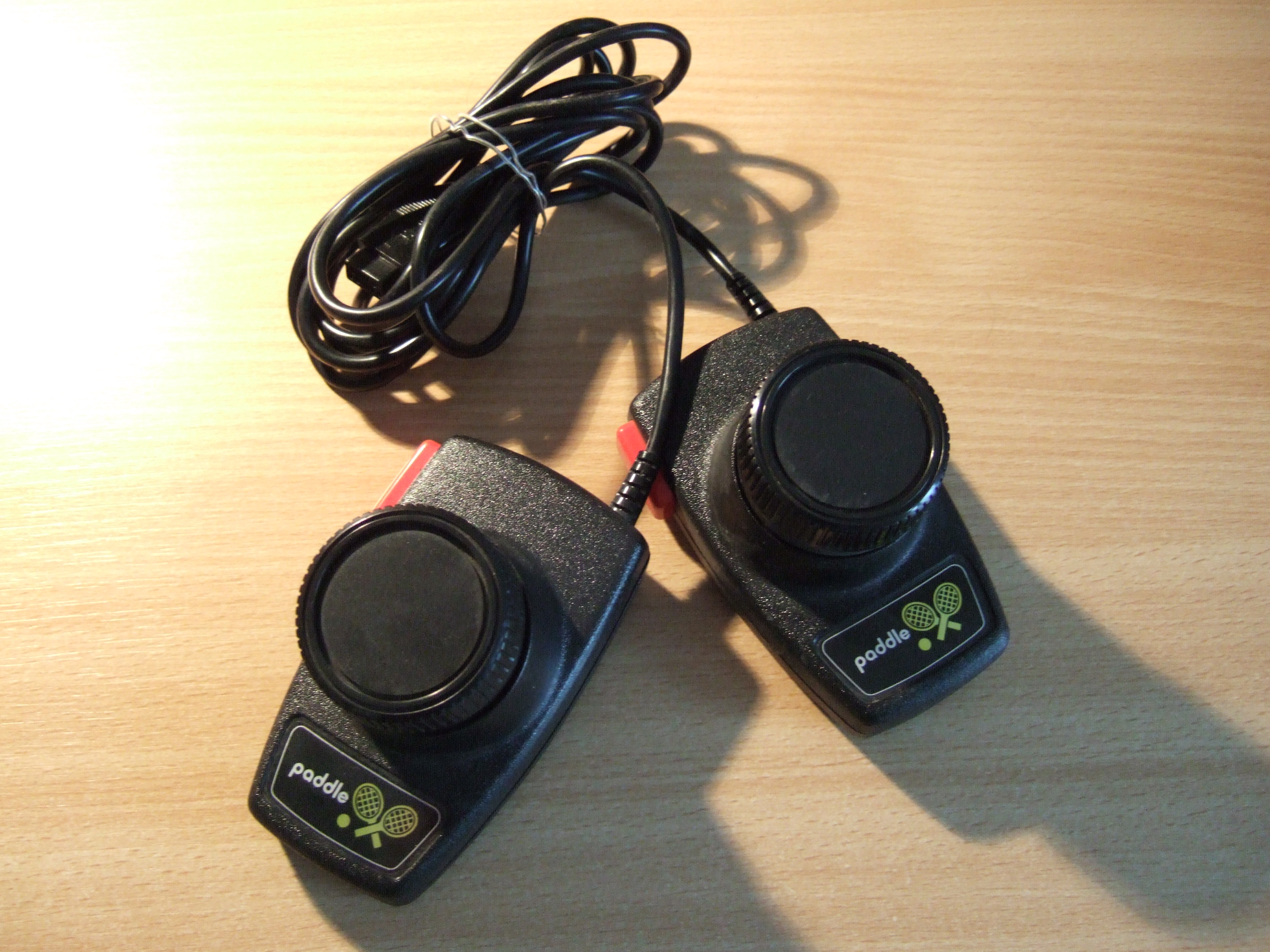
Paddles für den Atari 2600

Ein Paddle ist ein heute kaum mehr verwendetes analoges Eingabegerät für Computer- und Videospiele. Es besteht im Wesentlichen aus einem Drehregler und einem oder mehreren Feuerknöpfen. Der Drehknopf wird meist zur Steuerung eines Spielobjekts um eine Achse verwendet (z. B. die Bewegungsrichtung eines Autos).
Das Wort paddle bezeichnet im Englischen u. a. einen Tischtennis-Schläger. Da im ersten erfolgreichen Videospiel Pong ein solcher Schläger mit einem Drehknopf gesteuert wird, ging die Bezeichnung auf das Steuerungsgerät über.
Funktionsweise: Der Drehknopf ist üblicherweise mit einem Potentiometer verbunden. Im angeschlossenen Computer wird über dieses ein Kondensator aufgeladen. Dabei läuft gleichzeitig ein Zähler. Aus der Zeit, die verbraucht wird, bis der Kondensator eine bestimmte Spannung erreicht hat (also aus dem Zählerstand) kann die Position des Drehknopfes bestimmt werden, denn je höher der Widerstand ist, desto länger dauert die Aufladung. Eine solche Messung dauert aber auch bei maximalem Widerstand nur einige Mikrosekunden und kann daher sehr häufig wiederholt werden. Analoge Joysticks, etwa für den PC-Gameport, funktionieren nach dem gleichen Prinzip.
Bekannte Videospiele, die mittels Paddles gesteuert wurden, waren zum Beispiel Pong, Breakout, Circus und Night Driver.